# Liocranchia reinhardtii
Liocranchia reinhardtii is een inktvissensoort uit de familie Cranchiidae. De wetenschappelijke naam van de soort werd, samen met de eerste beschrijving ervan, in 1856 als Leachia reinhardtii gepubliceerd door Japetus Steenstrup. In de naam wordt ofwel Johannes Christopher Hagemann Reinhardt, ofwel diens zoon Johannes Theodor Reinhardt vernoemd; de eerste, op dat moment inmiddels al overleden, was bij leven een vriend van Steenstrup, de tweede was op dat moment conservator van het Kongelige Naturhistoriske Museum (tegenwoordig het Zoologisk Museum) van Kopenhagen.